# Ann Lee (predicatrice)
Ann Lee, nota anche come Mother Ann (Manchester, 29 febbraio 1736 – Watervliet, 8 settembre 1784), è stata una mistica britannica.
Fu una predicatrice prima in madrepatria, poi negli Stati Uniti d'America a partire dal 1774. Il cristianesimo da lei professato aveva un'impronta millenarista ed escatologica e coagulò intorno alla sua persona un gruppo di fedeli che credeva che attraverso di lei, autodefinitasi «sposa dell'Agnello», si sarebbe compiuta la Rivelazione. Dal 1776 nacque così il movimento escatologico degli shakers.

## Biografia
Figlia di un fabbro, analfabeta, lavorò sin da giovane in una fabbrica tessile. All'età di 22 anni si unì a una setta dei Quaccheri nota come shakers a causa di una loro peculiare danza rituale. Nel 1762 si sposò, vivendo un matrimonio che sarebbe stato infelice e avrebbe influito sulla sua futura visione del celibato. Infatti, in un periodo di persecuzioni religiose in Gran Bretagna, fu arrestata nel 1770 e, durante la permanenza in prigione, attribuì a visioni mistiche lo sviluppo di dottrine quali quella dell'astinenza sessuale come condizione necessaria per realizzare il regno di Dio.
In base ad altre presunte visioni, nel 1774 convinse i familiari (suo marito e suo fratello) e sei seguaci a trasferirsi negli Stati Uniti d'America, in particolare nel territorio dell'attuale stato di New York dove fondarono un insediamento nelle foreste di Niskeyuna (futura Watervliet). Il proselitismo nelle comunità vicine fece diffondere nel New England il movimento degli shakers, fino a raggiungere migliaia di aderenti. Nel loro credo Mother Ann rappresentava la «madre delle cose spirituali», la «sposa dell'Agnello», ovvero la metà femminile di Dio, dopo che Gesù ne aveva incarnato la parte maschile, e la sua presenza era un annuncio del millennio di pace prospettato nel'Apocalisse di Giovanni.
Nel 1780, a causa delle sue dottrine pacifiste e del rifiuto di sottoscrivere un giuramento di fedeltà alla nazione, fu arrestata con l'accusa di tradimento. Dopo il suo rilascio, predicò in giro per il New England tra il 1781 e il 1783. Morì nel settembre 1784.

## Culto ed eredità
Le sarebbero stati attribuiti numerosi miracoli, comprese guarigioni con l'imposizione delle sue mani. Dopo la sua morte, i suoi seguaci si organizzarono in una Chiesa, diffusa in 8 stati, prima di subire una graduale estinzione.